# Sun Vandeth
Bản mẫu:Cambodian name
Sun Vandeth (tiếng Khmer: ស៊ុន វណ្ណដេត sinh ngày 22 tháng 8 năm 1997) là một cầu thủ bóng đá người Campuchia thi đấu cho National Police Commissary ở Giải bóng đá vô địch quốc gia Campuchia và cũng cho Đội tuyển bóng đá quốc gia Campuchia. Anh ra mắt đội tuyển quốc gia trong thất bại 6-0 trước Syria tại Vòng loại Giải vô địch bóng đá thế giới 2018 vào ngày 24 tháng 3 năm 2016. Vandeth cũng đại diện quốc gia thi đấu tại Cúp Bangabandhu 2016 ở Bangladesh.

## Bàn thắng quốc tế
Tỉ số và kết quả liệt kê bàn thắng của Campuchia trước.
| #  | Ngày                | Địa điểm                              | Đối thủ  | Tỉ số | Kết quả | Giải đấu             |
| -- | ------------------- | ------------------------------------- | -------- | ----- | ------- | -------------------- |
| 1. | 11 tháng 1 năm 2016 | Sân vận động Shamsul Huda, Bangladesh | Maldives | 1–1   | 2–3     | Cúp Bangabandhu 2016 |